# 石崗軍營

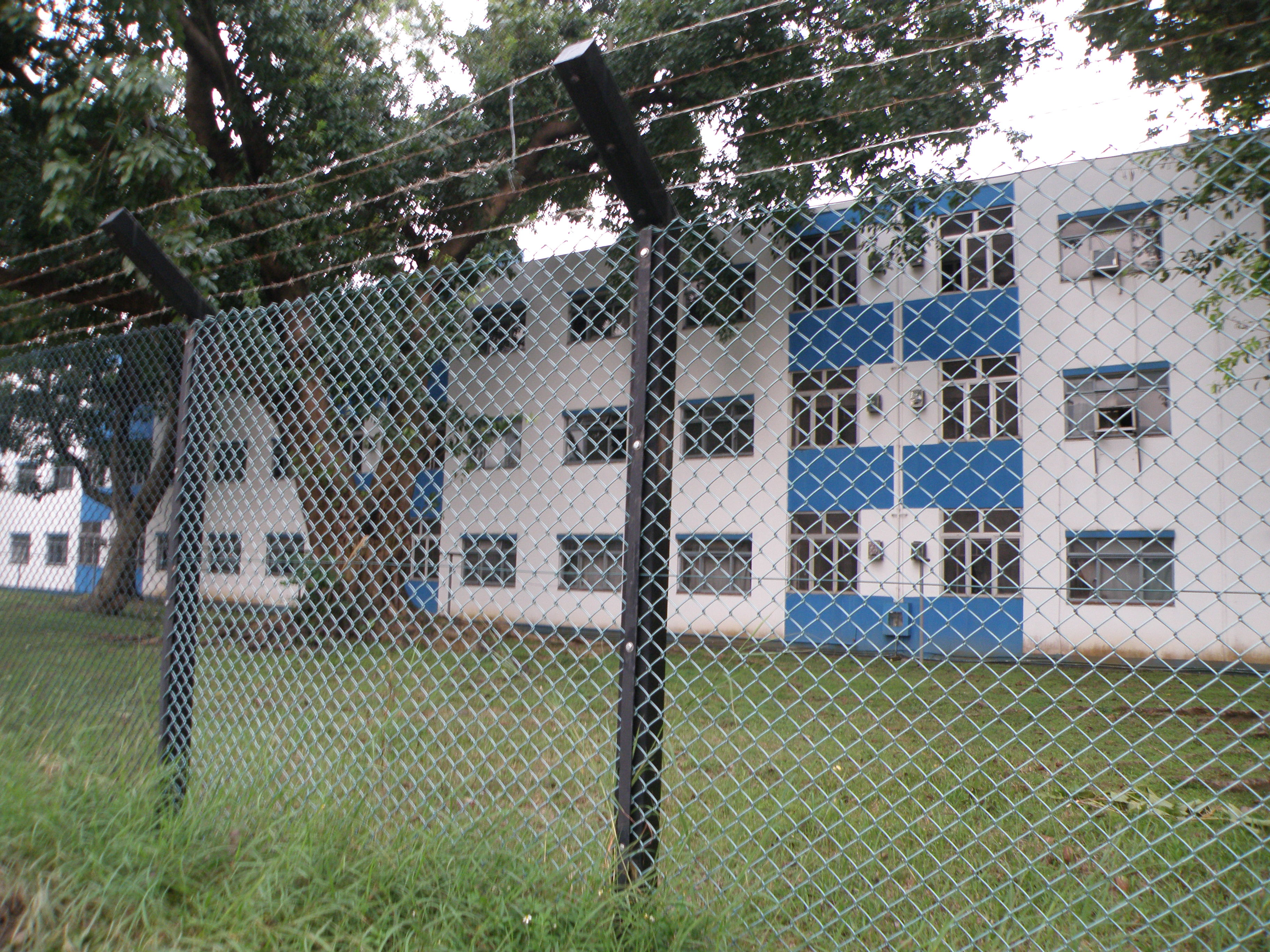
石崗軍營

石崗軍營（英語：Shek Kong Barracks）是中國人民解放軍駐香港部隊的一座軍營，位于香港新界元朗区石崗錦田公路260號，於香港殖民地時代為駐港英軍陸部駐地，香港回歸後成為駐港解放軍的其中一个主要营地，内有石崗機場，為香港面積最大的軍營。

## 歷史
英國與清廷於1898年簽訂《展拓香港界址專條》後，駐港英軍陸部開始駐守於石崗軍營。荃錦公路旁的石崗村（英語：Shek Kong Village）亦是軍營的一部分。石崗機場於1950年代建成後，駐港英軍空軍部加入駐地。
而在1970年代中、尾，因應啹喀兵及其子女教育需求，駐港英軍曾於石崗軍營南營內，增設啹喀中學一所。然而，因主權移交緣故，該校於1996年11月正式停辦。
香港回歸後，石崗軍營是保留的3座軍營中的其中一個，亦是其中規模最大的一座，由駐港部隊駐守，當中陸軍駐有特種營、汽車連，以及後勤部門。首批146名駐守此軍營的解放軍，於1997年6月30日晚率先入駐軍營，與原來的駐港英軍交接。
每年石崗軍營都會舉行開放日，供香港市民參觀，市民於當日可以欣賞到軍樂隊、獵人戰鬥、拳術、反恐突擊及陸空救援等不同的表演，2012年6月更由時任中共總書記兼中央軍委主席胡錦濤進行了大規模的駐港部隊閱兵儀式。

## 交通
九巴

### 引用
1. ↑  .   [2011-03-22]. （原始内容存档于2011-02-28）.
2. ↑  《香港憲報》1976年第30期公告第1604號
3. ↑  區麗香編，《香港1997：一九九六年的回顧》。香港：政府印務局，1997年。ISBN 978-9-62020-232-2
4. ↑  .   [2021年5月1日]. （原始内容存档于2021年5月1日）.